# Glenea quatuordecimmaculata
Glenea quatuordecimmaculata là một loài bọ cánh cứng trong họ Cerambycidae.